# Pohořelice (Zlíni járás)
Pohořelice település Csehországban, a Zlíni járásban. Pohořelice Oldřichovice, Karlovice, Otrokovice, Napajedla és Komárov településekkel határos. Lakosainak száma 902 fő (2024. január 1.).

## Népesség
A település lakosságának változását az alábbi diagram mutatja:
| Lakosok száma | 544  | 627  | 715  | 841  | 803  | 796  | 879  | 897  | 897  | 902  |
|               | 1869 | 1890 | 1921 | 1950 | 1980 | 2001 | 2017 | 2019 | 2022 | 2024 |